# 小川正史
小川 正史（おがわ まさし、1953年4月7日 - ）は、日本の外交官。

## 人物・経歴
山梨県出身。1979年（昭和54年）東京大学文学部を卒業し、外務省に入省した。在ミャンマー日本国大使館参事官、中国モンゴル課日中経済室長、人事企画官、2011年（平成23年）9月、人事課調査官を経て、2013年（平成25年）9月11日から、ネパール駐箚特命全権大使。2018年（平成30年）7月、KDDI顧問。

## 同期
（　）は現在の役職
- 平松賢司（外務省総合外交政策局長）
- 田良原政隆（駐エルサルバドル大使）
- 北岡元（駐タジキスタン大使）
- 横井裕（駐トルコ大使）
- 花谷卓治（駐フィジー・バヌアツ・キリバス・ツバル・ナウル大使）
- 伊原純一（外務省アジア大洋州局長）
- 山口壯（衆議院議員）
- 大江博（内閣官房内閣審議官）
- 宮川眞喜雄（駐マレーシア大使）
- 廣木重之（駐南アフリカ大使）
- 長谷川晋（ストラスブール総領事）
- 小林弘裕（アフリカにおける地域経済共同体・平和・安全保障担当大使）
- 堀江良一（元駐スーダン大使）
- 西岡淳（駐ジブチ大使）
- 礒部博昭（駐パナマ大使）
- 西村篤子（駐ルクセンブルク大使）
- 羽田浩二（駐イラン大使）
- 大澤勉（駐カメルーン大使）